# Divizia A 1992-1993
Sezonul 1992-1993 al Diviziei A a fost cea de-a 75-a ediție a Campionatului de Fotbal al României, și a 55-a de la introducerea sistemului divizionar. A început pe 16 august 1992 și s-a terminat pe 20 iunie 1993. Echipa Steaua București a devenit campioană pentru a 15-a oară în istoria sa, devenind astfel cea mai titrată echipă din România la acea vreme, depășind-o pe Dinamo București.

## Stadioane
| Steaua București   | FC U Craiova | Rapid București | Dacia Unirea Brăila |
| ------------------ | --- | --- | ------------------- |
| Steaua             | Central | Rapid-Giulești | Municipal (Brăila)  |
| Capacitate: 28.365 | Capacitate: 37.000 | Capacitate: 19.100 | Capacitate: 30.000  |
|                    | | |                     |
| Dinamo București   | Politehnica Timișoara | Progresul București | Petrolul Ploiești   |
| Dinamo             | Silviu Bindea | Cotroceni | Ilie Oană           |
| Capacitate: 15.032 | Capacitate: 40.000 | Capacitate: 14.542 | Capacitate: 20.000  |
|                    | | |                     |
| Oțelul Galați      | OțelulBrăilaBacăuPolitehnicaPetrolulFarulUniversitateaGloriaInterUniversitateaReșițaElectroputereBrașovBucureștiEchipele din București: · Dinamo · Progresul · Rapid · Sportul · SteauaDivizia A 1992-1993 (România) DinamoProgresulRapidSteauaSportul Locația echipelor din București. | OțelulBrăilaBacăuPolitehnicaPetrolulFarulUniversitateaGloriaInterUniversitateaReșițaElectroputereBrașovBucureștiEchipele din București: · Dinamo · Progresul · Rapid · Sportul · SteauaDivizia A 1992-1993 (România) DinamoProgresulRapidSteauaSportul Locația echipelor din București. | CSM Reșița          |
| Oțelul             | OțelulBrăilaBacăuPolitehnicaPetrolulFarulUniversitateaGloriaInterUniversitateaReșițaElectroputereBrașovBucureștiEchipele din București: · Dinamo · Progresul · Rapid · Sportul · SteauaDivizia A 1992-1993 (România) DinamoProgresulRapidSteauaSportul Locația echipelor din București. | OțelulBrăilaBacăuPolitehnicaPetrolulFarulUniversitateaGloriaInterUniversitateaReșițaElectroputereBrașovBucureștiEchipele din București: · Dinamo · Progresul · Rapid · Sportul · SteauaDivizia A 1992-1993 (România) DinamoProgresulRapidSteauaSportul Locația echipelor din București. | Mircea Chivu        |
| Capacitate: 13.500 | OțelulBrăilaBacăuPolitehnicaPetrolulFarulUniversitateaGloriaInterUniversitateaReșițaElectroputereBrașovBucureștiEchipele din București: · Dinamo · Progresul · Rapid · Sportul · SteauaDivizia A 1992-1993 (România) DinamoProgresulRapidSteauaSportul Locația echipelor din București. | OțelulBrăilaBacăuPolitehnicaPetrolulFarulUniversitateaGloriaInterUniversitateaReșițaElectroputereBrașovBucureștiEchipele din București: · Dinamo · Progresul · Rapid · Sportul · SteauaDivizia A 1992-1993 (România) DinamoProgresulRapidSteauaSportul Locația echipelor din București. | Capacitate: 12.500  |
|                    | OțelulBrăilaBacăuPolitehnicaPetrolulFarulUniversitateaGloriaInterUniversitateaReșițaElectroputereBrașovBucureștiEchipele din București: · Dinamo · Progresul · Rapid · Sportul · SteauaDivizia A 1992-1993 (România) DinamoProgresulRapidSteauaSportul Locația echipelor din București. | OțelulBrăilaBacăuPolitehnicaPetrolulFarulUniversitateaGloriaInterUniversitateaReșițaElectroputereBrașovBucureștiEchipele din București: · Dinamo · Progresul · Rapid · Sportul · SteauaDivizia A 1992-1993 (România) DinamoProgresulRapidSteauaSportul Locația echipelor din București. |                     |
| Farul Constanța    | OțelulBrăilaBacăuPolitehnicaPetrolulFarulUniversitateaGloriaInterUniversitateaReșițaElectroputereBrașovBucureștiEchipele din București: · Dinamo · Progresul · Rapid · Sportul · SteauaDivizia A 1992-1993 (România) DinamoProgresulRapidSteauaSportul Locația echipelor din București. | OțelulBrăilaBacăuPolitehnicaPetrolulFarulUniversitateaGloriaInterUniversitateaReșițaElectroputereBrașovBucureștiEchipele din București: · Dinamo · Progresul · Rapid · Sportul · SteauaDivizia A 1992-1993 (România) DinamoProgresulRapidSteauaSportul Locația echipelor din București. | Sportul Studențesc  |
| Farul              | OțelulBrăilaBacăuPolitehnicaPetrolulFarulUniversitateaGloriaInterUniversitateaReșițaElectroputereBrașovBucureștiEchipele din București: · Dinamo · Progresul · Rapid · Sportul · SteauaDivizia A 1992-1993 (România) DinamoProgresulRapidSteauaSportul Locația echipelor din București. | OțelulBrăilaBacăuPolitehnicaPetrolulFarulUniversitateaGloriaInterUniversitateaReșițaElectroputereBrașovBucureștiEchipele din București: · Dinamo · Progresul · Rapid · Sportul · SteauaDivizia A 1992-1993 (România) DinamoProgresulRapidSteauaSportul Locația echipelor din București. | Regie               |
| Capacitate: 15.520 | OțelulBrăilaBacăuPolitehnicaPetrolulFarulUniversitateaGloriaInterUniversitateaReșițaElectroputereBrașovBucureștiEchipele din București: · Dinamo · Progresul · Rapid · Sportul · SteauaDivizia A 1992-1993 (România) DinamoProgresulRapidSteauaSportul Locația echipelor din București. | OțelulBrăilaBacăuPolitehnicaPetrolulFarulUniversitateaGloriaInterUniversitateaReșițaElectroputereBrașovBucureștiEchipele din București: · Dinamo · Progresul · Rapid · Sportul · SteauaDivizia A 1992-1993 (România) DinamoProgresulRapidSteauaSportul Locația echipelor din București. | Capacitate: 15.000  |
|                    | OțelulBrăilaBacăuPolitehnicaPetrolulFarulUniversitateaGloriaInterUniversitateaReșițaElectroputereBrașovBucureștiEchipele din București: · Dinamo · Progresul · Rapid · Sportul · SteauaDivizia A 1992-1993 (România) DinamoProgresulRapidSteauaSportul Locația echipelor din București. | OțelulBrăilaBacăuPolitehnicaPetrolulFarulUniversitateaGloriaInterUniversitateaReșițaElectroputereBrașovBucureștiEchipele din București: · Dinamo · Progresul · Rapid · Sportul · SteauaDivizia A 1992-1993 (România) DinamoProgresulRapidSteauaSportul Locația echipelor din București. |                     |
| Selena Bacău       | OțelulBrăilaBacăuPolitehnicaPetrolulFarulUniversitateaGloriaInterUniversitateaReșițaElectroputereBrașovBucureștiEchipele din București: · Dinamo · Progresul · Rapid · Sportul · SteauaDivizia A 1992-1993 (România) DinamoProgresulRapidSteauaSportul Locația echipelor din București. | OțelulBrăilaBacăuPolitehnicaPetrolulFarulUniversitateaGloriaInterUniversitateaReșițaElectroputereBrașovBucureștiEchipele din București: · Dinamo · Progresul · Rapid · Sportul · SteauaDivizia A 1992-1993 (România) DinamoProgresulRapidSteauaSportul Locația echipelor din București. | FC Brașov           |
| Municipal          | OțelulBrăilaBacăuPolitehnicaPetrolulFarulUniversitateaGloriaInterUniversitateaReșițaElectroputereBrașovBucureștiEchipele din București: · Dinamo · Progresul · Rapid · Sportul · SteauaDivizia A 1992-1993 (România) DinamoProgresulRapidSteauaSportul Locația echipelor din București. | OțelulBrăilaBacăuPolitehnicaPetrolulFarulUniversitateaGloriaInterUniversitateaReșițaElectroputereBrașovBucureștiEchipele din București: · Dinamo · Progresul · Rapid · Sportul · SteauaDivizia A 1992-1993 (România) DinamoProgresulRapidSteauaSportul Locația echipelor din București. | Tineretului         |
| Capacitate: 17.500 | OțelulBrăilaBacăuPolitehnicaPetrolulFarulUniversitateaGloriaInterUniversitateaReșițaElectroputereBrașovBucureștiEchipele din București: · Dinamo · Progresul · Rapid · Sportul · SteauaDivizia A 1992-1993 (România) DinamoProgresulRapidSteauaSportul Locația echipelor din București. | OțelulBrăilaBacăuPolitehnicaPetrolulFarulUniversitateaGloriaInterUniversitateaReșițaElectroputereBrașovBucureștiEchipele din București: · Dinamo · Progresul · Rapid · Sportul · SteauaDivizia A 1992-1993 (România) DinamoProgresulRapidSteauaSportul Locația echipelor din București. | Capacitate: 10.000  |
|                    | OțelulBrăilaBacăuPolitehnicaPetrolulFarulUniversitateaGloriaInterUniversitateaReșițaElectroputereBrașovBucureștiEchipele din București: · Dinamo · Progresul · Rapid · Sportul · SteauaDivizia A 1992-1993 (România) DinamoProgresulRapidSteauaSportul Locația echipelor din București. | OțelulBrăilaBacăuPolitehnicaPetrolulFarulUniversitateaGloriaInterUniversitateaReșițaElectroputereBrașovBucureștiEchipele din București: · Dinamo · Progresul · Rapid · Sportul · SteauaDivizia A 1992-1993 (România) DinamoProgresulRapidSteauaSportul Locația echipelor din București. |                     |
| Gloria Bistrița    | Electroputere Craiova | Inter Sibiu | Universitatea Cluj  |
| Gloria             | Electroputere | Inter | Ion Moina           |
| Capacitate: 7.800  | Capacitate: 7.000 | Capacitate: 14.200 | Capacitate: 28.000  |
|                    | | |                     |

## Clasament
Țara a obținut un al treilea loc pentru Cupa UEFA în urma interdicției ONU a Iugoslaviei.
| Loc | Echipă                | Pct. | MJ | V  | E  | Î  | GM | GP | DG  | Calificare sau retrogradare                       |
| --- | --------------------- | ---- | -- | -- | -- | -- | -- | -- | --- | ------------------------------------------------- |
| 1.  | Steaua București (C)  | 57   | 34 | 25 | 7  | 2  | 84 | 22 | +62 | Liga Campionilor 1993-94 Prima rundă              |
| 2.  | Dinamo București      | 53   | 34 | 23 | 7  | 4  | 81 | 24 | +57 | Cupa UEFA 1993-94 Prima rundă                     |
| 3.  | FCU Craiova           | 42   | 34 | 16 | 10 | 8  | 50 | 36 | +14 | Cupa Cupelor 1993-94 Prima rundă                  |
| 4.  | Rapid București       | 39   | 34 | 15 | 9  | 10 | 40 | 33 | +7  | Cupa UEFA 1993-94 Prima rundă Cupa Intertoto 1993 |
| 5.  | Gloria Bistrița       | 35   | 34 | 15 | 5  | 14 | 45 | 41 | +4  | Cupa UEFA 1993-94 Prima rundă                     |
| 6.  | Electroputere Craiova | 35   | 34 | 13 | 9  | 12 | 35 | 32 | +3  |                                                   |
| 7.  | Sportul Studențesc    | 34   | 34 | 13 | 8  | 13 | 40 | 43 | −3  |                                                   |
| 8.  | Inter Sibiu           | 33   | 34 | 11 | 11 | 12 | 41 | 47 | −6  |                                                   |
| 9.  | Farul                 | 32   | 34 | 14 | 4  | 16 | 57 | 66 | −9  |                                                   |
| 10. | Oțelul Galați         | 32   | 34 | 13 | 6  | 15 | 40 | 49 | −9  | Cupa Intertoto 1993                               |
| 11. | Universitatea Cluj    | 30   | 34 | 14 | 2  | 18 | 43 | 51 | −8  |                                                   |
| 12. | FC Brașov             | 30   | 34 | 12 | 6  | 16 | 36 | 45 | −9  |                                                   |
| 13. | Politehnica Timișoara | 29   | 34 | 8  | 13 | 13 | 34 | 46 | −12 |                                                   |
| 14. | Dacia Unirea Brăila   | 29   | 34 | 10 | 9  | 15 | 38 | 53 | −15 |                                                   |
| 15. | Progresul București   | 29   | 34 | 9  | 11 | 14 | 36 | 51 | −15 |                                                   |
| 16. | FC Ploiești           | 27   | 34 | 12 | 3  | 19 | 47 | 50 | −3  |                                                   |
| 17. | Selena Bacău (R)      | 25   | 34 | 8  | 9  | 17 | 24 | 44 | −20 | Retrogradare în Divizia B 1993-1994               |
| 18. | CSM Reșița (R)        | 21   | 34 | 9  | 3  | 22 | 34 | 72 | −38 | Retrogradare în Divizia B 1993-1994               |

### Pozițiile pe etapă
| Etapă/ Echipă                | 1            | 2  | 3  | 4  | 5  | 6  | 7  | 8  | 9  | 10 | 11 | 12 | 13 | 14 | 15 | 16 | 17 | 18 | 19 | 20 | 21 | 22 | 23 | 24 | 25 | 26 | 27 | 28 | 29 | 30 | 31 | 32 | 33 | 34 |    |
| ---------------------------- | ------------ | -- | -- | -- | -- | -- | -- | -- | -- | -- | -- | -- | -- | -- | -- | -- | -- | -- | -- | -- | -- | -- | -- | -- | -- | -- | -- | -- | -- | -- | -- | -- | -- | -- | -- |
| Etapă/ Echipă                | Selena Bacău | 17 | 18 | 18 | 18 | 18 | 18 | 18 | 18 | 18 | 17 | 18 | 18 | 17 | 17 | 17 | 16 | 17 | 17 | 17 | 17 | 17 | 17 | 17 | 17 | 17 | 17 | 17 | 17 | 15 | 16 | 15 | 17 | 17 | 17 |
| Brașov                       | 15           | 8  | 13 | 7  | 6  | 7  | 11 | 13 | 15 | 14 | 14 | 12 | 13 | 14 | 15 | 17 | 15 | 13 | 13 | 13 | 14 | 13 | 14 | 14 | 13 | 11 | 11 | 11 | 11 | 11 | 11 | 11 | 10 | 12 |    |
| Universitatea Craiova        | 12           | 3  | 7  | 5  | 5  | 4  | 6  | 5  | 3  | 4  | 5  | 4  | 3  | 4  | 3  | 3  | 4  | 4  | 4  | 5  | 4  | 4  | 3  | 3  | 4  | 3  | 3  | 3  | 3  | 3  | 3  | 3  | 3  | 3  |    |
| Dacia Unirea Brăila          | 15           | 14 | 16 | 16 | 16 | 14 | 10 | 15 | 12 | 12 | 13 | 16 | 12 | 13 | 12 | 13 | 11 | 11 | 12 | 12 | 12 | 12 | 11 | 12 | 11 | 12 | 13 | 13 | 13 | 14 | 13 | 13 | 14 | 15 |    |
| Dinamo București             | 1            | 2  | 1  | 3  | 2  | 2  | 1  | 2  | 2  | 2  | 2  | 2  | 2  | 2  | 2  | 2  | 2  | 2  | 2  | 2  | 2  | 2  | 1  | 2  | 2  | 2  | 1  | 1  | 2  | 2  | 2  | 2  | 2  | 2  |    |
| Electroputere Craiova        | 5            | 10 | 5  | 9  | 11 | 13 | 13 | 14 | 9  | 9  | 5  | 7  | 7  | 7  | 6  | 9  | 6  | 6  | 9  | 9  | 8  | 9  | 6  | 9  | 6  | 6  | 5  | 5  | 5  | 5  | 5  | 5  | 7  | 6  |    |
| Farul Constanța              | 7            | 4  | 8  | 8  | 10 | 12 | 16 | 12 | 16 | 16 | 12 | 14 | 15 | 15 | 14 | 14 | 14 | 12 | 11 | 11 | 11 | 11 | 12 | 11 | 12 | 13 | 12 | 12 | 12 | 13 | 12 | 12 | 12 | 9  |    |
| Gloria Bistrița              | 2            | 1  | 3  | 2  | 3  | 5  | 5  | 4  | 5  | 5  | 3  | 5  | 4  | 5  | 4  | 4  | 3  | 3  | 3  | 3  | 3  | 5  | 5  | 5  | 5  | 5  | 6  | 6  | 6  | 7  | 8  | 7  | 6  | 5  |    |
| Inter Sibiu                  | 14           | 7  | 15 | 13 | 8  | 8  | 7  | 9  | 7  | 7  | 6  | 8  | 9  | 10 | 10 | 10 | 10 | 7  | 10 | 10 | 10 | 10 | 10 | 10 | 10 | 9  | 9  | 9  | 8  | 8  | 7  | 8  | 8  | 8  |    |
| Oțelul Galați                | 10           | 17 | 17 | 15 | 15 | 10 | 8  | 7  | 11 | 10 | 11 | 10 | 8  | 8  | 9  | 8  | 8  | 9  | 8  | 6  | 9  | 6  | 8  | 7  | 8  | 10 | 10 | 10 | 10 | 9  | 9  | 10 | 11 | 10 |    |
| Petrolul Ploiești            | 9            | 15 | 9  | 12 | 17 | 11 | 15 | 11 | 13 | 15 | 16 | 13 | 14 | 11 | 13 | 12 | 13 | 15 | 15 | 16 | 16 | 15 | 16 | 15 | 16 | 16 | 16 | 16 | 17 | 15 | 17 | 16 | 16 | 16 |    |
| Progresul București          | 6            | 16 | 11 | 11 | 12 | 15 | 12 | 16 | 14 | 13 | 15 | 15 | 16 | 16 | 16 | 15 | 16 | 16 | 16 | 15 | 15 | 16 | 15 | 16 | 15 | 15 | 15 | 15 | 16 | 17 | 16 | 15 | 15 | 14 |    |
| Rapid București              | 8            | 6  | 4  | 4  | 4  | 3  | 4  | 3  | 4  | 3  | 4  | 3  | 5  | 3  | 5  | 6  | 5  | 5  | 5  | 4  | 5  | 3  | 4  | 4  | 3  | 4  | 4  | 4  | 4  | 4  | 4  | 4  | 4  | 4  |    |
| Reșița                       | 3            | 11 | 12 | 14 | 14 | 17 | 17 | 17 | 17 | 18 | 17 | 17 | 18 | 18 | 18 | 18 | 18 | 18 | 18 | 18 | 18 | 18 | 18 | 18 | 18 | 18 | 18 | 18 | 18 | 18 | 18 | 18 | 18 | 18 |    |
| Sportul Studențesc București | 13           | 13 | 10 | 10 | 7  | 6  | 3  | 6  | 8  | 8  | 7  | 9  | 10 | 9  | 8  | 7  | 9  | 10 | 7  | 7  | 6  | 8  | 7  | 6  | 7  | 8  | 8  | 8  | 7  | 6  | 6  | 6  | 5  | 7  |    |
| Steaua București             | 11           | 5  | 2  | 1  | 1  | 1  | 2  | 1  | 1  | 1  | 1  | 1  | 1  | 1  | 1  | 1  | 1  | 1  | 1  | 1  | 1  | 1  | 2  | 1  | 1  | 1  | 2  | 2  | 1  | 1  | 1  | 1  | 1  | 1  |    |
| Politehnica Timișoara        | 18           | 12 | 6  | 6  | 9  | 9  | 9  | 10 | 10 | 11 | 10 | 11 | 11 | 12 | 11 | 11 | 12 | 14 | 14 | 14 | 13 | 14 | 13 | 13 | 14 | 14 | 14 | 14 | 14 | 12 | 14 | 14 | 13 | 13 |    |
| Universitatea Cluj           | 4            | 9  | 14 | 17 | 13 | 16 | 14 | 8  | 6  | 6  | 9  | 6  | 6  | 6  | 7  | 5  | 7  | 8  | 6  | 8  | 7  | 7  | 9  | 8  | 9  | 7  | 7  | 7  | 9  | 10 | 10 | 9  | 9  | 11 |    |

| Câștigătorii Diviziei A, ediția 1992/1993 |
| ----------------------------------------- |
| Steaua București Al 15-lea Titlu          |

## Rezultate
| Acasă \ Deplasare     | STE | DIN | UCR | RAP | GLO | EPT | SPO | SIB | FAR | OȚE | UCL | BRA | TIM | BRĂ | PRO | PET | BAC | REȘ |
| Steaua București      |     | 1:0 | 3:1 | 3:0 | 2:1 | 3:0 | 1:0 | 1:0 | 6:2 | 2:1 | 3:2 | 3:0 | 6:0 | 7:1 | 2:0 | 4:2 | 2:0 | 9:0 |
| Dinamo București      | 1:1 |     | 5:1 | 2:1 | 4:1 | 2:0 | 4:2 | 4:0 | 3:2 | 2:1 | 3:0 | 3:0 | 4:0 | 2:1 | 7:0 | 5:0 | 0:1 | 6:0 |
| Universitatea Craiova | 0:0 | 2:1 |     | 2:1 | 3:0 | 1:1 | 1:0 | 2:2 | 3:2 | 4:0 | 2:0 | 1:0 | 1:1 | 0:0 | 2:2 | 2:0 | 4:0 | 3:2 |
| Rapid București       | 1:1 | 2:0 | 2:1 |     | 2:0 | 2:0 | 2:1 | 0:0 | 2:0 | 1:0 | 1:0 | 2:0 | 2:2 | 3:0 | 1:1 | 1:0 | 1:0 | 2:0 |
| Gloria Bistrița       | 0:2 | 1:2 | 2:0 | 2:1 |     | 1:0 | 0:0 | 0:0 | 3:0 | 2:1 | 4:3 | 2:1 | 1:0 | 1:0 | 2:0 | 2:1 | 3:1 | 3:0 |
| Electroputere Craiova | 1:0 | 1:1 | 1:0 | 2:0 | 3:1 |     | 1:2 | 0:0 | 3:1 | 3:1 | 0:0 | 0:1 | 3:0 | 1:0 | 5:1 | 2:1 | 2:1 | 1:0 |
| Sportul Studențesc    | 0:3 | 0:3 | 0:0 | 0:1 | 1:0 | 1:0 |     | 1:0 | 2:1 | 1:0 | 2:1 | 4:1 | 3:0 | 1:0 | 0:0 | 4:2 | 1:2 | 2:0 |
| FC Inter Sibiu        | 1:1 | 1:1 | 4:1 | 1:0 | 1:0 | 1:0 | 3:3 |     | 2:0 | 0:1 | 3:0 | 0:0 | 0:0 | 1:1 | 2:1 | 2:1 | 2:1 | 3:2 |
| Farul Constanța       | 1:3 | 2:2 | 0:3 | 1:0 | 2:1 | 1:1 | 3:1 | 2:0 |     | 6:3 | 3:1 | 3:0 | 1:1 | 2:0 | 2:1 | 2:1 | 1:0 | 3:0 |
| Oțelul Galați         | 1:1 | 0:3 | 2:1 | 2:1 | 1:1 | 0:0 | 1:1 | 3:2 | 5:0 |     | 1:0 | 2:1 | 1:1 | 2:0 | 1:0 | 1:0 | 1:0 | 2:0 |
| Universitatea Cluj    | 0:3 | 0:2 | 0:2 | 5:0 | 1:5 | 1:1 | 2:0 | 4:1 | 2:1 | 1:0 |     | 1:0 | 0:1 | 1:0 | 3:1 | 2:0 | 1:0 | 2:1 |
| FC Brașov             | 1:3 | 0:2 | 0:1 | 1:0 | 1:0 | 1:0 | 0:0 | 0:0 | 5:4 | 4:1 | 3:1 |     | 0:0 | 3:0 | 0:0 | 2:0 | 1:0 | 4:0 |
| Politehnica Timișoara | 1:1 | 0:2 | 2:1 | 2:2 | 0:0 | 0:1 | 3:2 | 2:3 | 3:0 | 1:0 | 0:1 | 0:1 |     | 2:0 | 2:1 | 1:1 | 1:1 | 5:0 |
| Dacia Unirea Brăila   | 1:3 | 1:1 | 2:2 | 0:0 | 2:0 | 1:0 | 1:1 | 3:2 | 4:1 | 3:2 | 4:2 | 2:0 | 0:0 |     | 2:2 | 1:0 | 2:0 | 3:1 |
| Progresul București   | 1:2 | 1:1 | 0:0 | 2:2 | 2:0 | 0:0 | 1:2 | 4:2 | 2:2 | 2:0 | 1:0 | 2:1 | 2:1 | 3:0 |     | 2:0 | 0:0 | 2:0 |
| Petrolul Ploiești     | 0:2 | 0:1 | 0:1 | 1:1 | 2:1 | 2:2 | 4:1 | 3:0 | 3:1 | 3:0 | 3:2 | 2:0 | 3:1 | 2:0 | 3:0 |     | 4:0 | 2:0 |
| FC Selena Bacău       | 0:0 | 0:0 | 0:0 | 0:2 | 1:4 | 3:0 | 1:1 | 2:0 | 0:2 | 1:1 | 0:2 | 2:2 | 1:0 | 1:1 | 2:1 | 2:0 |     | 1:0 |
| CSM Reșița            | 2:0 | 1:2 | 1:2 | 1:1 | 1:1 | 2:0 | 1:0 | 3:2 | 0:3 | 1:2 | 0:2 | 4:2 | 1:1 | 2:0 | 4:0 | 2:1 | 2:0 |     |

## Golgheteri
- Ilie Dumitrescu - Steaua București - 24
- Ilie Stan - Steaua Bucuresti - 20
- Dorinel Munteanu - Dinamo București - 15
- Marian Popa - Farul Constanța - 14
- Marius Predatu - Universitatea Cluj Napoca - 14
- Gheorghe Ceaușilă - Sportul Studențesc - 13
- Gabor Gerstenmajer - Dinamo București - 12
- Ovidiu Hanganu - Dinamo București - 12
- Ion Vlădoiu - Steaua București - 10
- Marian Ivan - FC Brașov - 10
- Basarab Panduru - Steaua București - 9
- Vasile Brătianu - Dacia Unirea Brăila - 9
- Tudorel Cristea - Progresul București - 8
- Horațiu Cioloboc - Universitatea Craiova - 8
- Radu Cașuba - Oțelul Galați - 8
- Costin Maleș - Oțelul Galați - 7
- Marcel Băban - Politehnica Timișoara - 7
- Cristian Pușcaș - CSM Reșița - 6
- Constantin Luca - Dacia Unirea Brăila - 6
- Leonard Strizu - Progresul București - 5
- Marius Popescu - U Cluj - 5
- Silvian Dobre - Sportul Studențesc - 5
- Mihail Majearu - Inter Sibiu - 5